# 30 giugno
Il 30 giugno è il 181º giorno del calendario gregoriano (il 182º negli anni bisestili). Mancano 184 giorni alla fine dell'anno.

## Eventi
- 356 a.C. – Alessandro Magno nasce contemporaneamente al passaggio di una stella cadente in cielo;
- 63 a.C. – Marco Porcio Catone Uticense chiede in Senato che i catilinari vengano giustiziati;
- 177 – Marco Aurelio guadagna la penultima salutatio imperatoria della sua vita;
- 350 – L'usurpatore romano Nepoziano, della dinastia costantiniana, è sconfitto e ucciso dalle truppe dell'usurpatore Magnenzio a Roma;
- 789 – L'esercito dello shōgun Ki no Kosami viene sconfitto da quello di Aterui, capo militare degli Emishi;
- 1409 – La battaglia di Sanluri, combattuta tra il Giudicato d'Arborea coi suoi alleati e i catalano-aragonesi del Regno di Sardegna, vede la vittoria delle truppe catalane, che conquistano in questo modo l'isola dopo circa un centinaio di anni di tentativi; questa battaglia rappresenta convenzionalmente la perdita della sovranità politica della Sardegna;
- 1422 – La battaglia di Arbedo, combattuta tra il Ducato di Milano e i cantoni svizzeri, vede la vittoria delle truppe milanesi, che riconquistano in questo modo i possedimenti elvetici a sud delle Alpi;
- 1564 – A conclusione del Concilio di Trento, papa Pio IV ne approva tutti i decreti con la bolla Benedictus Deus;
- 1643 – Viene fondata a Parigi la compagnia teatrale Illustre Théâtre composta da sei attori e quattro attrici, fra cui la coppia formata da Molière e Madeleine Béjart;
- 1651 – La battaglia di Berestečko termina con la vittoria polacca;
- 1652 – Traslazione delle reliquie di San Donato da Euskirchen a Münstereifel;
- 1758 – Guerra dei sette anni: battaglia di Domstadtl;
- 1860 – Si svolge presso il Museo di scienze naturali dell'Università di Oxford un concitato dibattito sul tema dell'evoluzione, lanciato da Charles Darwin nel suo saggio L'origine delle specie pubblicato sette mesi prima, a cui partecipano numerosi scienziati, fra i quali Benjamin Collins Brodie, Robert FitzRoy, Joseph Dalton Hooker, Thomas Henry Huxley e Samuel Wilberforce;
- 1864 – Abraham Lincoln concede la Yosemite Valley alla California per «uso pubblico, villeggiatura e svago»;
- 1882 – Charles J. Guiteau viene impiccato a Washington per aver sparato al presidente James Garfield;
- 1894 – Apre al traffico il Tower Bridge di Londra;
- 1905 – Albert Einstein spedisce alla rivista scientifica Annalen der Physik l'articolo Sull'elettrodinamica dei corpi in movimento, terzo della serie poi chiamata Annus Mirabilis Papers, in cui introduce il concetto di relatività ristretta;
- 1908 – Tunguska (Siberia, Russia): un'enorme esplosione devasta 2150 chilometri quadrati di foresta;
- 1912 – Il ciclone Regina imperversa sulla città canadese di Regina;
- 1932 – Viene posata la prima pietra della città di Littoria;
- 1934 – Germania: nella "Notte dei lunghi coltelli", le SS eliminano Ernst Röhm e i principali esponenti delle SA;
- 1936 – Viene pubblicato negli USA il romanzo Via col vento di Margaret Mitchell;
- 1937 – La Banca di Francia abbandona il sistema aureo;
- 1956 – Collisione aerea del Grand Canyon: due aerei di linea si scontrano sopra il Grand Canyon, provocando la morte di tutti gli occupanti a bordo;
- 1960 – Il Congo diventa indipendente dal Belgio;
- 1963
  - Nell'attentato mafioso noto come Strage di Ciaculli perdono la vita sette uomini delle forze dell'ordine;
  - Papa Paolo VI è l'ultimo pontefice a essere incoronato con la tiara;
- 1971
  - L'equipaggio della navicella Soyuz 11 muore a causa di una fuga d'aria causata da una valvola difettosa;
  - Lo Stato dell'Ohio ratifica il 26º emendamento alla Costituzione e abbassa l'età minima per il diritto di voto a 18 anni
- 1972 – Prima applicazione del secondo intercalare;
- 1973 – È visibile nella fascia dal centro America al centro Africa l'eclissi solare più lunga del secolo, con una durata di sette minuti e quattro secondi;
- 1977 – La casa editrice statunitense Marvel Comics pubblica il primo numero della serie Super Special con protagonisti i quattro componenti del gruppo rock Kiss usando inchiostro mischiato con il vero sangue dei musicisti: diventerà il fumetto più venduto della casa editrice fino al primo numero di Spiderman di Todd McFarlane del 1990[1];
- 1982 – Scade il termine per la ratifica di un emendamento alla Costituzione statunitense riguardante la parità dei diritti; l'emendamento era stato ratificato da 35 Stati;
- 1988 – Consacrazioni di Ecône: l'arcivescovo Marcel Lefebvre ordina quattro nuovi vescovi nonostante l'opposizione di papa Giovanni Paolo II e viene pertanto scomunicato;
- 1989 – Sudan: un colpo di Stato militare porta il colonnello Omar Hasan Ahmad al-Bashir al potere;
- 1990 – La Germania Est e la Germania Ovest uniscono le loro economie;
- 1992 – L'ex primo ministro del Regno Unito Margaret Thatcher diviene membro della Camera dei Lord con il titolo di baronessa di Kesteven;
- 1993 – Azerbaigian: a seguito di un colpo di Stato militare, Surat Huseynov diventa primo ministro e Haydar Aliyev diventa presidente della Repubblica;
- 1994 – Incidente aereo di Tolosa: un Airbus A330 precipita durante un volo di collaudo, causando la morte di sette persone a bordo, inclusi il capocollaudatore Airbus Nick Warner, e i due piloti Alitalia Alberto Nassetti e Pier Paolo Racchetti;
- 2002 – La sonda Cassini/Huygens entra nell'orbita di Saturno;
- 2009 – Durante il Volo Yemenia 626, un Airbus A310 con a bordo 153 persone precipita nell'oceano Indiano al largo delle isole Comore, fra Mozambico e Madagascar: sopravviverà solo un'adolescente di 14 anni;
- 2019 – Incontro al confine tra le due Coree, nel villaggio di Panmunjeom, fra il presidente degli USA Donald Trump e il presidente nordcoreano Kim Jong-un; è la prima volta che un presidente statunitense visita la Corea del Nord.

## Nati
Ci sono circa 1 050 voci su persone nate il 30 giugno; vedi la pagina Nati il 30 giugno per un elenco descrittivo o la categoria Nati il 30 giugno per un indice alfabetico.

## Morti
Ci sono circa 480 voci su persone morte il 30 giugno; vedi la pagina Morti il 30 giugno per un elenco descrittivo o la categoria Morti il 30 giugno per un indice alfabetico.

## Feste e ricorrenze

### Civili
Internazionali:
- Giornata mondiale degli asteroidi
- International Free Hugs Day
- Giornata internazionale del Parlamentarismo[2]

Nazionali:
- Repubblica Democratica del Congo – Festa nazionale

### Religiose
Chiesa cattolica:
- Commemorazione di San Paolo Apostolo
- Santi Primi martiri della Chiesa romana
- Sant'Adolfo di Osnabrück, vescovo
- Santi Andronico di Pannonia e Giunia, sposi e discepoli di San Paolo
- San Basilide di Alessandria, soldato e martire (venerato anche dalla Chiesa ortodossa)
- San Bertrando di Le Mans, vescovo
- Santa Erentrude di Salisburgo, badessa
- San Ladislao I d'Ungheria, re
- Santa Lucina di Roma, martire, da non confondere con Santa Anicia Lucina, pure romana, festeggiata l'11 maggio
- San Marziale di Limoges, vescovo e confessore
- Sant'Ottone di Bamberga, vescovo
- San Pietro di Asti, contadino
- Santi Raimondo Li Quanzhen e Pietro Li Quanhui, martiri
- San Teobaldo di Provins, sacerdote ed eremita
- San Vencenzo Dô-Yên, martire nel Tonchino
- Beato Ambrogio de Feis, certosino
- Beato Antonio di San Pietro, laico mercedario
- Beato Antonio Tremoulières, mercedario
- Beato Vasyl' Velyčkovs'kyj, vescovo e martire
- Beato Philip Powell, martire
- Beato Gennaro Maria Sarnelli, redentorista
- Beato Zynoviy Kovalyk, sacerdote e martire

Chiesa ortodossa:
- Sant'Andrej Bogoljubskij, principe (Chiesa ortodossa russa)
- Sinassi dei Dodici Apostoli
- San Sofronio di Irkutsk, vescovo (1918)
- San Michele di Atene, martire (1770)
- San Meletone, martire
- San Pietro di Sinope

Chiesa armena:
- Santi Re Drtad, Regina Ashkhen e Principessa Khosrovidookhd

Altre commemorazioni:
- Riposo del Vescovo Nestore di San Francisco e Alaska (1882)[senza fonte]